# Gerrit Pietersz Sweelink
Gerrit Pietersz Sweelink, né le 1er novembre 1556 à Amsterdam et mort vers 1612 dans la même ville, était un peintre et dessinateur hollandais de l'Âge d'or néerlandais. Il était notamment actif entre 1590 et 1610.

## Biographie
Selon Carel van Mander, ce serait d'abord Jacob Lenartsz, un peintre sur verre originaire d'Amsterdam, qui enseigne la peinture à Sweelink. Sweelink était un si bon élève qu'il fut recommandé au peintre Cornelis van Haarlem par Jacob Rauwaert.
Gerrit Pietersz Sweelink est le frère de l'organiste et compositeur Jan Pieterszoon Sweelinck, surnommé L'Orphée d'Amsterdam, de qui il a peint un portrait.
Sweelink a vécu à Anvers ainsi qu'à Rome durant plusieurs années, avant de retourner aux Pays-Bas pour poursuivre sa carrière. Il a été le professeur de plusieurs peintres célèbres, comme « Govert » à Amsterdam et Pieter Lastman en Italie.
Selon le Rijksbureau voor Kunsthistorische Documentatie (RKD), il est connu pour ses portraits et œuvres religieuses et mythologiques. Il est probablement décédé en 1612.